# Forsterygion malcolmi
Forsterygion malcolmi és una espècie de peix de la família dels tripterígids i de l'ordre dels perciformes.

## Morfologia
- Els mascles poden assolir 12,2 cm de longitud total.[3][4]

## Alimentació
Menja principalment crustacis i gastròpodes petits.

## Hàbitat
És un peix marí, de clima temperat i demersal que viu entre 2-35 m de fondària.

## Distribució geogràfica
Es troba a Nova Zelanda.

## Observacions
És inofensiu per als humans.